# Неклюдов, Сергей Юрьевич
Серге́й Ю́рьевич Неклю́дов (род. 31 марта 1941, Москва, СССР) — советский и российский фольклорист и востоковед, один из крупнейших специалистов по семиотике фольклора. Доктор филологических наук, профессор. Основатель, бывший директор и научный руководитель Учебно-научного центра типологии и семиотики фольклора Российского государственного гуманитарного университета, главный научный сотрудник Лаборатории теоретической фольклористики Школы актуальных гуманитарных исследований ИОН РАНХиГС.
Крупнейший специалист по семиотике фольклора. Ученик Е. М. Мелетинского. Принимал значительное участие в работе тартуских Летних школ вместе с Ю. М. Лотманом. Неклюдов проводил полевые исследования монгольского фольклора и написал на эту тему две диссертации. Также является основателем традиции изучения современного российского фольклора: будучи сам носителем традиции городской песни, много изучал её в качестве специалиста. Ввёл термин постфольклор.

## Биография
Сын писателей Ольги Сергеевны Неклюдовой и Юрия Николаевича Либединского; воспитывался отчимом Варламом Шаламовым. Окончил в 1965 году Московский государственный университет (руководитель дипломного проекта — Е. М. Мелетинский); был постоянным участником (с 1966 года) Тартуских Летних школ по вторичным моделирующим системам, организуемых Ю. М. Лотманом. В 1969—1992 годах работал в Институте мировой литературы АН СССР, где занимался сравнительным изучением эпической поэзии монгольских народов; данной проблематике посвящены его обе диссертации — кандидатская («Эпические традиции народов Центральной Азии и проблема литературных контактов Востока и Запада в средние века», 1973) и докторская («Эпические традиции в монгольской классической литературе. Генезис и эволюция», 1985). Неоднократно выезжал в Монголию для изучения живой фольклорной традиции (в 1974, 1976, 1978, 2006, 2007 годах); материалы экспедиций представлены в ряде публикаций.
В 1992—2004 годах — заместитель директора Института высших гуманитарных исследований Российского государственного гуманитарного университета (РГГУ); с 2004 по 2011 гг. — директор учебно-научного Центра типологии и семиотики фольклора РГГУ, в настоящее время — профессор Центра. Читает общетеоретические курсы по фольклористике, руководит семинарами по современной народной культуре и монгольским фольклорно-мифологическим традициям, проведением Школ молодого фольклориста (с 2003 года), а также веб-сайтом «Фольклор и постфольклор: структура, типология, семиотика» (http://www.ruthenia.ru/folklore; с 2003 года). В 1996—2010 гг. — главный редактор журнала о русском фольклоре и традиционной культуре «Живая старина» (Москва, Государственный республиканский центр русского фольклора, с 2018 года — Государственный Российский Дом народного творчества им. В. Д. Поленова).
С. Ю. Неклюдов — ответственный редактор научных серий «Традиция-текст-фольклор: типология и семиотика» (РГГУ) и «Антропология / Фольклор» (издательство ОГИ), член редколлегии журнала «Arbor mundi», серий «Исследования по фольклору и мифологии Востока» и «Сказки и мифы народов Востока», член редакционного совета журнала «Критика и семиотика» (Новосибирск, ИФ СО РАН, НГУ — Москва, РГГУ). С 1993 г. — член-корреспондент (Associate Member) Международного союза фольклористов (the Folklore Fellows, an International Network of Folklorists).
Участник III, IV, V и IX (Улан-Батор, 1976, 1982, 1987, 2006) Международных конгрессов монголоведов, XXXI сессии Международной алтаистической конференции (PIAC) (Веймар, 1988), VI Международного симпозиума по монгогльскому эпосу (Бонн, 1988), Международнаго симпозиума «Структурализм: Восточная Европа и становление универсального научного знания новейшего времени» (Дрезден, 1995), Междунар. конф «Тема культуры — народ» (Дрезден, 1996), Междунар. конгр. «100 лет Р. О. Якобсону» (Москва, 1996), Междунар. конф. «Мифопоэтика: из России в Америку. В честь Е. Мелетинского» (Сан Пауло, 1998), Междунар. конф. «Семиотика культуры и наследие московско-тартуской школы» (Тарту, 1998), Междунар. научном семинаре, посвящённом дню рождения Ю. М. Лотмана (Тарту, 1999), Междунар. конф. «Худож. текст и его геокультурные стратификации» (Бергамо, 2001), Междунар. конф. «Тело в русской культуре» (Париж, 2002), Междунар. конф. «Путешествия — маршруты» (Констанц, 2005), Междунар. конф. «Случай авангарда» (Амстердам, 2006), I Всероссийского конгресса фольклористов (Москва, 2006), ежегодных Междунар. конф. «Лотмановские чтения» (Москва, c 1993), Междунар. конф. «Миф и литература: Памяти Мелетинского» (Сан-Пауло, 2006), Междунар. симпозиума «Постсоциалистический анекдот» (Тарту, 2007).
С. Ю. Неклюдов — автор свыше 350 работ по теоретической фольклористике, мифологии, эпосу и традиционной литературе монгольских народов, современному русскому городскому фольклору (в том числе переведённых на английский, немецкий, французский, итальянский, испанский, португальский, польский, болгарский, венгерский, эстонский, литовский, китайский, монгольский языки).
В составе группы, руководимой Е. М. Мелетинским, С. Ю. Неклюдов занимался структурным описанием волшебной сказки. Семиотическую методологию он использовал при рассмотрении связей между сюжетной организацией и пространственно-временными отношениями в русском эпосе, а также при изучении семантики мотивов повествовательного фольклора — как в сравнительно-типологическом аспекте, так и специально на монгольском материале.
С. Ю. Неклюдов предпринял историко-типологическое изучение эпических жанров в устной и письменной словесности монголов, причём особое место среди этих работ занимают исследования фольклорных и литературных версий монгольского сказания о Гесере. Кроме того, им дано историческое и системное описание мифологии монгольских народов, её мифологических повествований и образов.
В 1990-е годы С. Ю. Неклюдов обращается к общим вопросам теоретической фольклористики, к исследованию некоторых устойчивых литературно-фольклорных тем и мотивов, а также к проблемам изучения фольклора современного города, в первую очередь — городской песни.
Женат; дочери Мария (род. 1968) и Екатерина (1976).

## Основные труды

### Диссертации
- Исторические взаимосвязи тюрко-монгольских фольклорных традиций и проблема восточных влияний в европейском эпосе // Типология и взаимосвязи средневековых литератур Востока и Запада. М., 1972, с. 192—274;
- The Common and the Specific in the Central Asian Epic // Social Sciences. Vol. 4. № 2 (12), 1973, p. 94—104;
- Героический эпос монгольских народов. Устные и литературные традиции. М., 1984; рец.: N. Poppe in: Zentralasiatische Studien, Bd. 18, Wiesbaden, 1985, S. 311—313.

### Материалы экспедиций
- Монгольские сказания о Гесере. Новые записи (совм. с Ж. Тумурцереном). М., 1982;
- Mongolische Erzählungen über Geser. Neue Aufzeichnungen (mit Z. Tömörceren). Wiesbaden, 1985; рец. G.Kara in: Acta Orientalia Hung., T. XL (2-3), Budapest, 1986, p. 339—341;
- Мифо-эпический каталог как жанр восточномонгольского фольклора // П. И. Кафаров и его вклад в отечественное востоковедение (К 100-летию со дня смерти). Материалы конференции. Ч. II. М.: Наука, 1979, с. 105—123 (совм. с Б. Л. Рифтиным);
- Экскурс в область монгольской демонологии: автокомментарий эпического сказителя // Знак. Сборник статей по лингвистике, семиотике и поэтике. Памяти А. Н. Журинского. Отв. ред. В. И. Беликов, Е. В. Муравенко, Н. В. Перцов. М., 1994, с. 262—268;
- Каменный человек в пещере // http://www.levonabrahamian.am/engine/documents/document123.doc (недоступная+ссылка) (состояние 19.02.2007).

### Волшебная сказка
- Совм. с Е. М. Мелетинским, Е. С. Новик, Д. М. Сегалом: Проблемы структурного описания волшебной сказки // Труды по знаковым системам IV, Тарту, 1969, с. 86—135;
- Ещё раз к проблеме структурного описания волшебной сказки // Труды по знаковым системам V, Тарту, 1971, с. 63—91;
- Структура волшебной сказки. М., 2001; пер. на англ. (Soviet Structural Folkloristics. The Hague — Paris, 1974, p. 73—139), итал. (La struttura della fiaba. Palermo, 1977), нем. (Semiotica Sovietica. Sowijetische Arbeiten der Moskauer und Tartuer Schule zu sekundären modellbildenden Zeichensystemen (1962—1973). Hrsg. u. eingel. von K.Eimermacher. Aachen, 1986, S. 199—318), франц. (Travaux de semiotique narrative. Quebec, 1992, p. 1—82). Междунар. премия Питре (Италия) за лучшую работу по фольклористике 1971 г.

### Русский эпос
- Время и пространство в былине // Славянский фольклор. М., 1972, с. 18—45; пер. на итал. (Ricerche semiotiche. Nuove tendenze delle scienze umane nell’URSS. Torino, 1973, p. 107—124) и нем. (Semiotica Sovietica, S. 319—356);
- Центробежные и центростремительные перемещения в фольклорном повествовании // Russian Literature, LIII (2003), p. 226—235;
- Западный и восточный этнические векторы в русском эпическом сознании // На перекрёстке культур: русские в балтийском регионе. В 2-х частях. Под общ. ред. А. П. Клемешева. Ч. 1. Калининград, 2004, с. 39—45;
- Движение и дорога в фольклоре // Die Welt der Slaven. Internationale Halbjahresschrift für Slavistik. Jahrgang LII, 2. Reiseriten — Reiserouten in der russischen Kultur. München: Verlag Otto Sagner, 2007. S. 206—222.

### Типология мотивов
- Душа убиваемая и мстящая // Труды по знаковым системам, VII, Тарту, 1975, с. 65—75;
- О функционально-семантической природе знака в повествовательном фольклоре // Семиотика и художественное творчество. М., 1977, с. 193—228;
- О кривом оборотне (к исследованию мифологической семантики фольклорного мотива) // Проблемы славянской этнографии. Л., 1979, с. 133—141;
- Заметки о мифологической и фольклорно-эпической символике у монгольских народов: символика золота // Etnografia Polska, 1980, t. XXIV, zesz. 1, с. 65—94;
- О некоторых аспектах исследования фольклорных мотивов // Фольклор и этнография: У этнографических истоков фольклорных сюжетов и образов. Л., 1984, с. 221—229;
- Тайна старых туфель Абу-л-Касима: к вопросу о мифологической семантике традиционного мотива // От мифа к литературе. М., 1993, с. 209—226;
- Образы потустороннего мира в народных верованиях и традиционной словесности // Восточная демонология. От народных верований к литературе. М., 1998, с. 6—43;
- О фаталистических образах и концепциях в традиционных культурах // Поэтика. История литературы. Лингвистика. Сборник к 70-летию Вяч. Вс. Иванова. М., 1999, с. 38—44;
- Вещественные объекты и их свойства в фольклорной картине мира // Признаковое пространство культуры. М., 2002. С. 21-31;
- Об анимистических образах и концепциях в народной культуре // Тело, дух и душа в русской литературе и культуре. Leib, Geist und Seele in der russischen Literatur und Kultur. Herausg. Joost van Baak, Sander Brouwer (Wiener Slawistischer Almanach. Bd. 54 [2004]). S. 19—30;
- Мотив и текст // Язык культуры: семантика и грамматика. К 80-летию со дня рождения академика Никиты Ильича Толстого (1923—1996). М., 2004, с. 236—247.

### Типология мотивов в монгольском эпосе
- Zur Transformation eines mythologischen Themas in den ostmongolischen mündlichen Versionen der Geseriade // Die mongolischen Epen. Bezuge, Sinndeutung und Überlieferung. Wiesbaden, 1979, S. 60—70;
- Animistische Motive in Sujet von Kampf mit den Daemonen im mongolischen Epos // Fragen der mongolischen Heldendichtung. T. III. Wiesbaden, 1985, S. 25—38;
- Полистадиальный образ духа-хозяина, хранителя и создателя огня в монгольской традиции // Acta Oientalia Hung., T. XLVI (2—3), Budapest, 1992/1993, p. 311—321;
- Дворец хана Джангара: к типологии одного мотива // Исследователь монгольских языков (К юбилею Б. Х. Тодаевой). Отв. ред. Н. Г. Очирова. Элиста, 2005, с. 124—133;
- Мифологическая семантика в зачинах монгольского эпоса // Opera altaistica professori Stanislao Kaluzynski octogenario dicata. Rocznik Orientalistyczny, t. LVIII, zesz. 1. Warszawa 2005, p. 117—132.

### Сказание о Гесере
- Die Helden «Der Finstere» und «Der Wuetende» im mongolischen Epos // Fragen der mongolischen Heldendichtung. T. I. Wiesbaden, 1981, S. 55—76;
- Bemerkungen zu den Vortragsformen des mongolischen Epos // Fragen der mongolischen Heldendichtung. T. II. Wiesbaden, 1982, S. 138—154;
- Das mongolischen Epos und das jakutische Olongho // Fragen der mongolische Heldendichtung. Teil IV. Wiesbaden, 1987, S. 257—273;
- Заметки о повествовательной структуре «Сокровенного сказания» // Mongolica. К 750-летию «Сокровенного сказания». М., 1993, с. 226—238;
- Новотворчество в эпической традиции // Поэтика средневековых литератур Востока: Традиция и творческая индивидуальность. М., 1994, с. 220—245;
- The Mechanisms of Epic Plot and the Mongolian Geseriad // Oral Tradition. Vol. 11. October 1996. № 1 (Epics Along the Silk Roads. Ed. by L. Honko), p. 133—143;
- Мифо-эпический синтез в монгольском фольклоре: «Сказание о кальпе» // Фольклор и мифология Востока в сравнительно-типологическом освещении. Отв. ред. Н. Р. Лидова, Н. И. Никулин. М., 1999, с. 193—212; см. также разделы <1, 2>.

### Монгольская мифология
- Мифология тюркских и монгольских народов (Проблемы взаимосвязей) // Тюркологический сборник 1977. М., 1981, с. 183—202;
- Полистадиальный образ духа-хозяина, хранителя и создателя огня в монгольской традиции // Acta Oientalia Hung., T. XLVI (2-3), Budapest, 1992/1993, p. 311—321;
- Монгольская мифология: Религиозные и повествовательные традиции // Мифология и литература Востока. М., 1995, с. 67—77;
- см. также статьи С. Ю. Неклюдова по монгольской мифологии в изд.: Мифы народов мира. Энциклопедия. Т. 1—2. М., 1980—1982 (1987—1988, 1991—1992 и др. изд.); Мифологический словарь. Гл. ред. Е. М. Мелетинский. М., 1990 (1991 и др. изд.).

### Теоретическая фольклористика
- Статус слова и понятие жанра в фольклоре // Историческая поэтика. Литературные эпохи и типы художественного сознания. М., 1994, с. 39—104 (совм. с Е. М. Мелетинским и Е. С. Новик);
- О слове устном и книжном // Живая старина, 1994, № 2, с. 2—3;
- Российская фольклористика и структурно-семиотические исследования // Славянская традиционная культура и современный мир. Сб. материалов научно-практической конференции. Вып. 3. М., 1999, с. 54—62;
- Авантекст в фольклорной традиции // Живая старина, 2001, № 4, с. 2—4;
- Вариант и импровизация в фольклоре // Петр Григорьевич Богатырёв. Воспоминания. Документы. Статьи. СПб., 2002, с. 230—243;
- Фольклор: типологический и коммуникативный аспекты // Традиционная культура, 2002, № 3, с. 3—7;
- Специфика слова и текста в устной традиции // Евразийское пространство: Звук, слово, образ. М., 2003, с. 108—119;
- Типология и история в памятниках героического эпоса // The Armenian Epic «Daredevils of Sassoun» and the World Epic Heritage. 4-6 November, 2003 / Tsakhkadzor. Yerevan: National Academy of Sciences of Armenia, 2003, p. 17—24;
- Почему сказки одинаковые? // Живая старина, 2004, № 1 (41), с. 7—10;
- Структура и функция мифа // Современная российская мифология. М., 2005, с. 9—26;
- Семантика текста и «знания традиции» // Славянская традиционная культура и современный мир. Сборник материалов научной конференции. Вып. 8. М., 2005, с. 22—41;
- Semantische Analyse // Enzyklopädie des Märchens. Handwörterbuch zur historischen und vegleichenden Erzählforschung. Akademie der Wissenschaften zu Göttingen. Berlin; New York: Walter de Gruyter, 2006. Bd. 12. Lieferung 2, S. 558—562;
- Указатели фольклорных сюжетов и мотивов: к вопросу о современном состоянии проблемы // Проблемы структурно-семантических указателей. М., 2006, с. 31—37;
- Литературно-фольклорные реконструкции и проблемы палеофольклора // Слово и мудрость Востока. Литература. Фольклор. Культура. К 60-летию акад. А. Б. Куделина. М., 2006. С. 287—295;
- Фольклор и его исследования: век двадцатый // Экология культуры, № 2 (39), Архангельск, 2006, с. 121—127;
- Заметки об «исторической памяти» в фольклоре // АБ-60. Сборник к 60-летию А. К. Байбурина (Studia Ethnologica. Труды факультета Этнологии. Вып. 4). СПб., 2007, с. 77—86.

### Устойчивые темы и мотивы
- Блоха и король: паразитологический экскурс в литературную традицию // Arbor Mundi. Международный журнал по теории и истории мировой культуры Мировое древо, № 6 [К 80-летию Е. М. Мелетинского]. М.: 1998, с. 246—257;
- Савелий и Христиан: предел, передел и беспредел интерпретаций // Вестник РГГУ. Вып. 2. ИВГИ за письменным столом. Сб. статей. М., 1998, с. 264—283;
- «Сдаётся пылкий Шлиппенбах» (К истории одной метафоры) // ПОЛУТРОПОN. К 70-летию Владимира Николаевича Топорова. М., 1998, с. 715—729;
- Жена, сданная в аренду // Мифология и повседневность: Гендерный подход в антропологических дисциплинах. Материалы научной конференции, 19—21 февраля 2001 года. СПб., 2001, с. 209—232;
- «Сценарные схемы» жизни и повествования // Русская антропологическая школа. Труды. Вып. 2. М.: РГГУ, 2004, с. 26—36;
- Тело Москвы. К вопросу об образе «женщины-города» в русской литературе // Тело в русской культуре. М., 2005 (Научное приложение. Вып. LI), с. 361—385;
- «Чёрненькое, маленькое, царя шевелит» // Живая старина, 2005, № 4 (48), с. 32—36;
- Путешествие на Луну: от Мениппа до Незнайки // Язык. Стих. Поэзия. Памяти Михаила Леоновича Гаспарова. М., 2006, с. 442—460;

### Городской фольклор
- Фольклор современного города // Современный городской фольклор. Редакционная коллегия А. Ф. Белоусов, И. С. Веселова, С. Ю. Неклюдов. М., 2003, с. 5—24;
- Столичные и провинциальные города в уличной песне XX века: топика и топонимика // Europa Orientalis, № XXII/2003:1, p. 71—86 (перепеч.: Экология культуры, № 2 (39), Архангельск, 2006, с. 67—79);
- «Цыплёнок жареный, цыплёнок пареный…»// Язык. Личность. Текст: Сб. ст. к 70-летию Т. М. Николаевой / Отв. ред. В. Н. Топоров.; отв. секр. И. А. Седакова. М., 2005, с. 637—649;
- «Все кирпичики, да кирпичики…» // Шиповник. Историко-филологический сборник к 60-летию Р. Д. Тименчика. М., 2005, с. 271—303;
- «Гоп-со-смыком» — это всем известно… // Фольклор, постфольклор, быт, литература. Сб. статей к 60-летию Александра Фёдоровича Белоусова. СПб., 2006, с. 65—85;
- Фольклор на асфальте // Живая старина, 2007, № 3, с. 2—3 (совм. с А. С. Архиповой)